# 聖伯多祿聖保祿主教座堂 (克拉根福)
聖伯多祿聖保祿主教座堂位于奥地利克拉根福，是天主教古爾克教區的主教座堂。该堂由新教徒建于1581年，原名圣三一堂，是当时奥地利最大的新教教堂。1600年反宗教改革运动期间，被耶稣会获得，改而供奉聖伯多祿和聖保祿。该堂毁于火灾，1724年重建。1787年成为天主教古爾克教區的主教座堂。

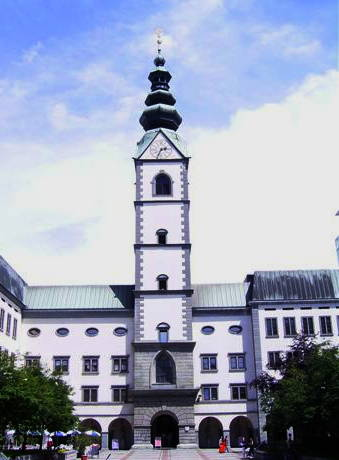
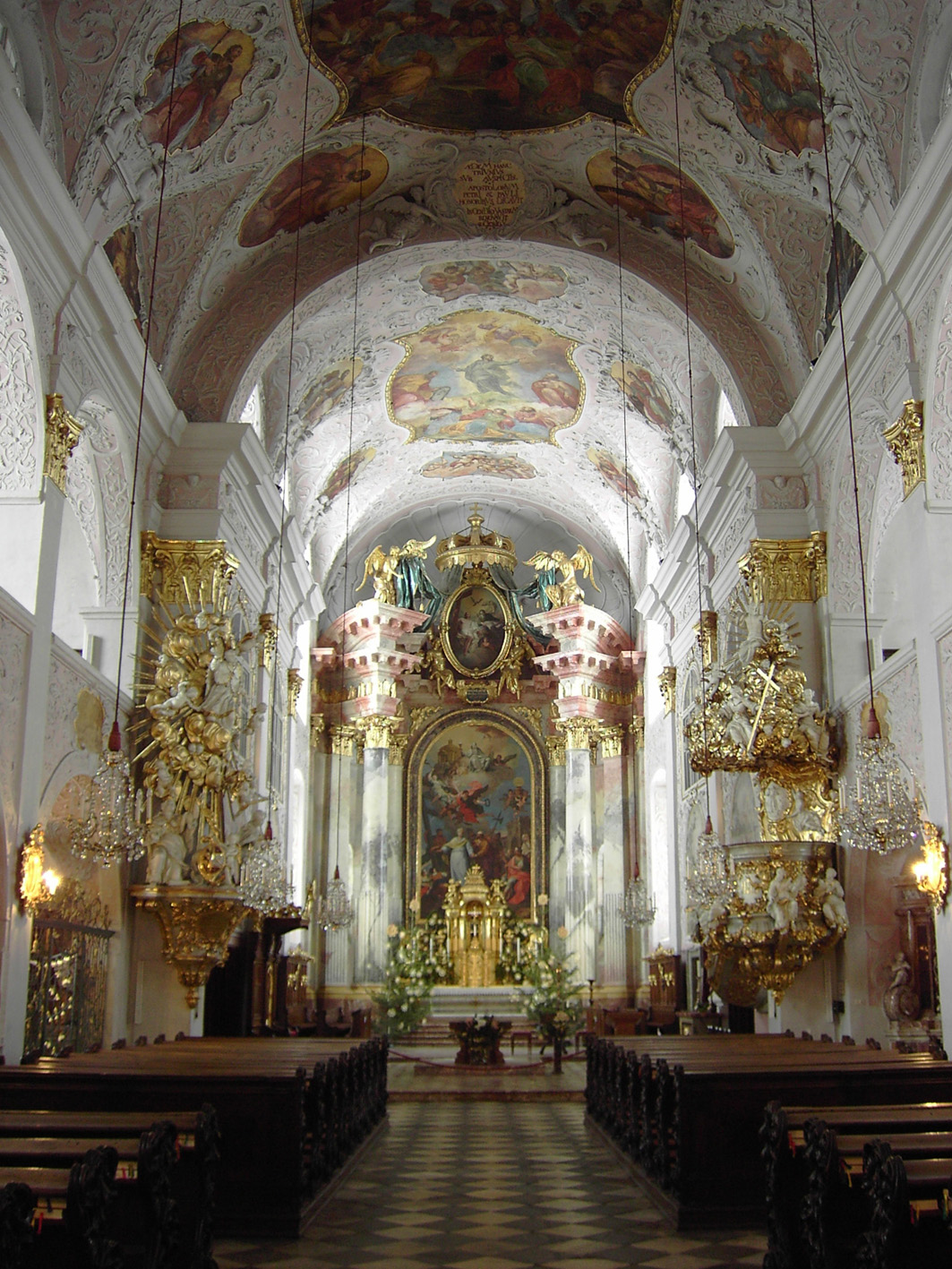
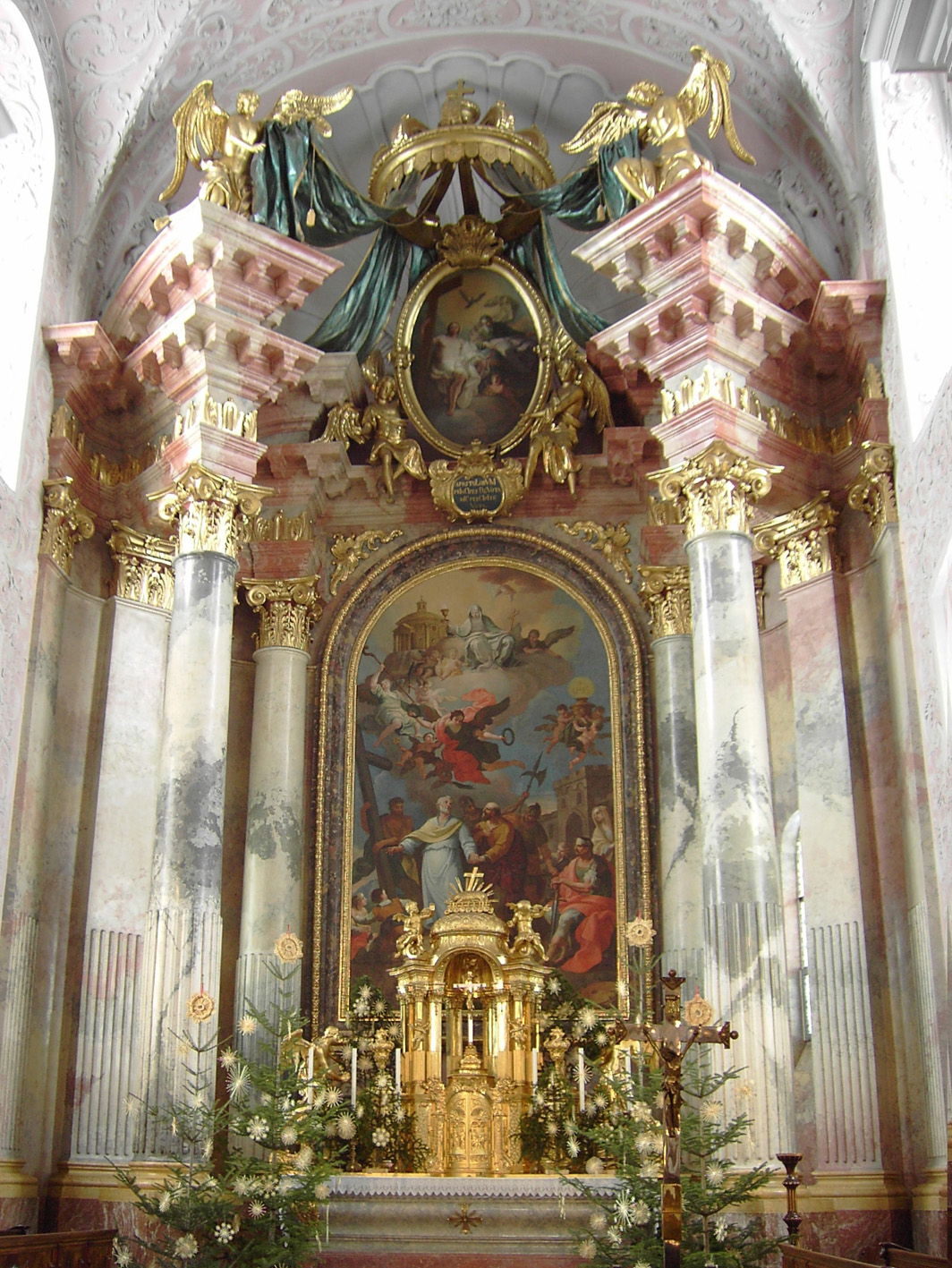